# Kajak-polo

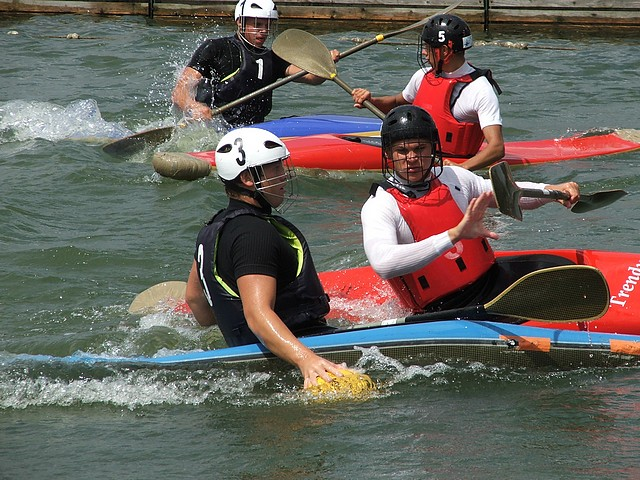
Mecz kajak polo

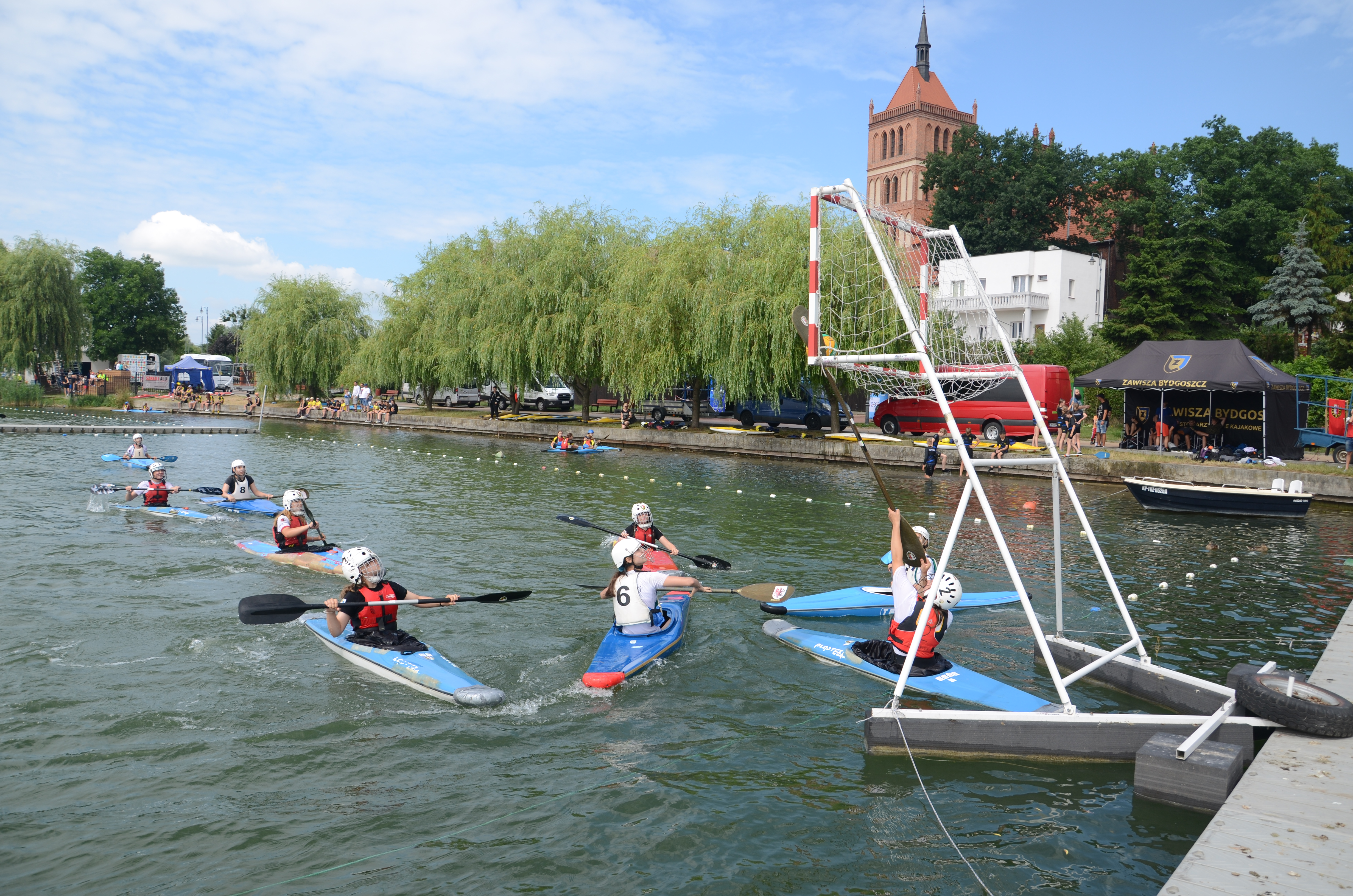
Międzywojewódzkie Mistrzostwa Młodzików w kajak-polo w Chełmży w 2023 r.

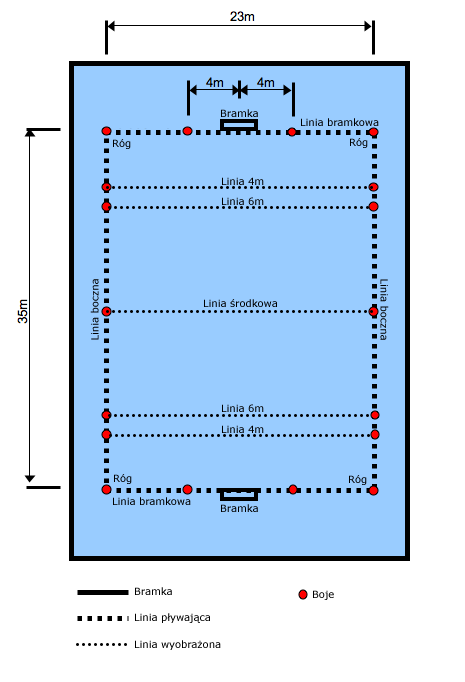
Schemat boiska do kajak-polo

Kajak polo (ang. canoe polo) – gra zespołowa, w której uczestniczą dwie pięcioosobowe drużyny (plus po 3 rezerwowych). 

## Wstęp
Zawodnicy poruszają się na krótkich i zwrotnych kajakach, starając się umieścić piłkę w bramce przeciwnika. Dolna krawędź bramki zawieszona jest na wysokości 2 metrów nad wodą. Piłkę można rzucać rękami lub specjalnym przeznaczonym do tego celu wiosłem. W kajak polo nie ma stałego bramkarza. Jego funkcję pełni gracz znajdujący się najbliżej bramki. Przepisy kajak polo pozwalają na walkę o piłkę poprzez przepychanie się kajakami, a także popychanie ręką przeciwnika w posiadaniu piłki. Zasady te nie dotyczą gracza aktualnie będącego bramkarzem. W przypadku przewrócenia zawodnika jest on zmuszony do wykonania tzw. eskimoski tj. odwrócenie się z pozycji do góry dnem do pozycji poprawnej za pomocą wiosła lub siły rąk. Dlatego zawodnicy biorący udział w grze mają na sobie kapoki i kaski osłaniające głowę.

## Przepisy
Mecz kajak polo trwa 20 minut (2 połowy po 10 minut i 3-minutowa przerwa). Mecz jest prowadzony przez 8 sędziów, dwóch prowadzących mecz znajdujących się po przeciwnej stronie boiska, dwóch sędziów chronometrażystów, dwóch sędziów liniowych, sędziego kontrolera i sędziego kontrolera wyników. Mecz rozpoczyna sędzia, który po gwizdku rzuca piłkę na środek boiska i w tym momencie zawodnicy ruszają w jej kierunku.

### Punktacja
Bramka jest zaliczana wtedy, gdy cała piłka przekroczy przednią powierzchnię ramy bramkowej. Wymiary bramki to 1 metr na 1,5 metra. Po zdobyciu bramki gra jest wznawiana od środka przez drużynę,  która straciła bramkę.

### Faule
Za faul w kajak polo uznaje się:
- podparcie się wiosłem o kajak przeciwnika lub odepchnięcie od niego
- wpłynięcie na kajak przeciwnika pod kątem prostym
- wpychanie do wody zawodnika znajdującego się dalej od piłki niż 3 metry
- dotknięcie kajakiem zawodnika, który ustawiony jest jako bramkarz
- zbliżenie wiosła do rąk zawodnika na odległość mniejszą niż 1 metr

Za nieprzepisowa grę sędzia może zastosować kary:
- piłka wchodzi w posiadanie zawodnika faulowanego
- rzut karny - rzut wykonywany z linii 4 metra z bramkarzem
- zielona kartka – wykluczenie z gry na 2 minuty
- żółta kartka – wykluczenie z gry na 2 minuty
- czerwona kartka – wykluczenie do końca gry

### Urządzenia i sprzęt
1. Boisko długości 35 m, szerokości 23 m i głębokości minimum 90 cm.
2. Bramka 2 metry nad lustrem wody o wymiarach 1 m × 1,5 m.
3. Piłka o masie 400-500 g, obwodzie od 68 do 71 cm ciśnieniu w granicach 90-97 kPa.
4. Kajaki o długości 2,1-3,1 m, szerokości od 50 do 60 cm, masa nie może być mniejsza niż 7 kg
5. Wiosła nie posiadające żadnych ostrych krawędzi.
6. Kapok
7. Kask z kratą